# Patata di Zeri
La patata di Zeri è una varietà di patata
coltivata nella parte più alta del bacino del Magra nel Comune di Zeri nella provincia di Massa-Carrara.
I terreni di coltura, variano dai 500 fino a raggiungere altitudini di 1500 metri.

## Storia
La tradizione fa risalire questa coltura al terzo quarto del XVIII secolo, quando un certo Biagio Grilli di Adelano  piantò un paio di tuberi ottenuti da montanari parmigiani reduci dalla Germania.

## Caratteristiche
Sono tre le varietà:
 
rossa
- forma = rotonda
- buccia = rossa
- polpa = bianca

bianca  
- forma = rotonda
- buccia = bianca
- polpa = gialla

zale
- forma = rotonda, dimensioni modeste
- buccia = rossa
- polpa = gialla

## Utilizzi
La patata di Zeri, molto saporita è ottima sia lessa che al forno. Viene utilizzata, tra l'altro, in un piatto tipico lunigiano, l'agnello cotto nei testi, il cui ingrediente principale è un altro prodotto agroalimentare tipico: l'agnello zerasco.